# Episodi di Regular Show (quarta stagione)
La quarta serie di Regular Show è stata trasmessa in prima visione su Cartoon Network negli Stati Uniti d'America ad 1º ottobre 2012, mentre in Italia è iniziata il 9 maggio 2013 con un'anteprima il 5 maggio dell'episodio 100 completo.
| nº | Titolo originale            | Titolo italiano            | Prima TV USA     | Prima TV Italia |
| -- | --------------------------- | -------------------------- | ---------------- | --------------- |
| 1  | Exit 9B                     | Uscita 9B                  | 1º ottobre 2012  | 9 maggio 2013   |
| 2  | Exit 9B                     | Uscita 9B                  | 1º ottobre 2012  | 9 maggio 2013   |
| 3  | Starter Pack                | Versione base              | 8 ottobre 2012   | 9 maggio 2013   |
| 4  | Terror Tales of the Park II | I racconti del terrore II  | 15 ottobre 2012  | 19 maggio 2013  |
| 5  | Terror Tales of the Park II | I racconti del terrore II  | 15 ottobre 2012  | 19 maggio 2013  |
| 6  | Pie Contest                 | La gara di torte           | 22 ottobre 2012  | 9 maggio 2013   |
| 7  | 150 Piece Kit               | Un assolo memorabile       | 29 ottobre 2012  | 9 maggio 2013   |
| 8  | Bald Spot                   | Essere... pelato!          | 12 novembre 2012 | 9 maggio 2013   |
| 9  | Guy's Night                 | Serata ragazzi             | 19 novembre 2012 | 13 maggio 2013  |
| 10 | One Pull Up                 | Il test                    | 26 novembre 2012 | 13 maggio 2013  |
| 11 | The Christmas Special       | Lo speciale di Natale      | 3 dicembre 2012  | 19 maggio 2013  |
| 12 | The Christmas Special       | Lo speciale di Natale      | 3 dicembre 2012  | 19 maggio 2013  |
| 13 | TGI Tuesday                 | Festa a sorpresa           | 7 gennaio 2013   | 14 maggio 2013  |
| 14 | Firework Run                | Il 4 luglio                | 14 gennaio 2013  | 14 maggio 2013  |
| 15 | The Longest Weekend         | La prova d'amore           | 21 gennaio 2013  | 15 maggio 2013  |
| 16 | Sandwich of Death           | Il panino della morte      | 28 gennaio 2013  | 16 maggio 2013  |
| 17 | Ace Balthazar Lives         | Rock star                  | 4 febbraio 2013  | 16 maggio 2013  |
| 18 | Do or Diaper                | La scommessa               | 11 febbraio 2013 | 22 maggio 2013  |
| 19 | Quips                       | Cugino Quips               | 18 febbraio 2013 | 22 maggio 2013  |
| 20 | Caveman                     | Il cavernicolo             | 25 febbraio 2013 | 2 dicembre 2013 |
| 21 | That's My Television        | Fuga per la libertà        | 4 marzo 2013     | 2 dicembre 2013 |
| 22 | A Bunch of Full Grown Geese | Un laghetto da conquistare | 25 marzo 2013    | 15 maggio 2013  |
| 23 | Fool Me Twice               | Se mi freghi due volte     | 1º aprile 2013   | 5 dicembre 2013 |
| 24 | Limousine Lunchtime         | Pranzo nella limousine     | 8 aprile 2013    | 2 dicembre 2013 |
| 25 | Picking Up Margaret         | Disavventura in città      | 15 aprile 2013   | 2 dicembre 2013 |
| 26 | K.I.L.I.T. Radio            | La canzone di Muscle Man   | 22 aprile 2013   | 3 dicembre 2013 |
| 27 | Carter and Briggs           | Diametro zero              | 6 maggio 2013    | 3 dicembre 2013 |
| 28 | Skips' Stress               | Skips sotto stress         | 13 maggio 2013   | 3 dicembre 2013 |
| 29 | Cool Cubed                  | Gara di mal di testa       | 20 maggio 2013   | 3 dicembre 2013 |
| 30 | Trailer Trashed             | Una roulette da salvare    | 27 maggio 2013   | 4 dicembre 2013 |
| 31 | Meteor Moves                | Zona amicizia              | 10 giugno 2013   | 4 dicembre 2013 |
| 32 | Family BBQ                  | Macho-Bomba                | 17 giugno 2013   | 5 dicembre 2013 |
| 33 | The Last LaserDisc Player   | La guerra dei formati      | 24 giugno 2013   | 4 dicembre 2013 |
| 34 | Country Club                | Cessate il lancio          | 1º luglio 2013   | 4 dicembre 2013 |
| 35 | Blind Trust                 | Fiducia cieca              | 15 luglio 2013   | 6 dicembre 2013 |
| 36 | World's Best Boss           | Il miglior capo del mondo  | 15 luglio 2013   | 5 dicembre 2013 |
| 37 | Last Meal                   | L'ultimo hot dog           | 22 luglio 2013   | 5 dicembre 2013 |
| 38 | Sleep Fighter               | Il picchiatore sonnambulo  | 29 luglio 2013   | 6 dicembre 2013 |
| 39 | Party Re-Pete               | I festaioli                | 5 agosto 2013    | 6 dicembre 2013 |
| 40 | Steak Me Amadeus            | Dichiarazioni e vendette   | 12 agosto 2013   | 6 dicembre 2013 |

## Versione base
Thomas è stato assunto al parco e Muscle Man sfrutta la sua inesperienza per fargli scherzi di cattivo gusto.

## La gara di torte
Quando Mordecai e Rigby devono servire da giudici al concorso annuale di torte, hanno paura di dire ai loro amici cosa pensano veramente delle loro torte, ma quando una torta parlante li vuole aiutare, rovina la gara e mangia i concorrenti, costringendo Mordecai e Rigby a dire la verità.

## Un assolo memorabile
Benson tenta di dimostrare di poter suonare un assolo di batteria avanzato e estremamente lungo quando la band che lo scredita si presenta per suonare un concerto al parco, ma gli altri membri della band e la macchina che lo ha sostituito si rifiutano di lasciarlo fare. Ma Mordecai e Rigby, compresi gli altri, aiutano Benson a riscattarsi.

## Il test
Il gruppo di lavoratori, per continuare a lavorare al parco è tenuto a portare a termine un test che consiste in esercizi fisici di vario tipo, tutti superano il test, a parte Rigby che non riesce a fare una trazione. Rigby allora, per portare a termine il test in tempo, si affida ad un apparecchio che sviluppa massa muscolare, questo però gli causerà molti problemi, ma completerà il test in tempo.

## Il 4 luglio
Mordecai, Rigby e Muscle Man, per sbaglio, fanno partire i fuochi d'artificio e Benson s'infuria. I ragazzi decidono di rimediare comprando dei altri fuochi d'artificio da un messicano.

## La prova d'amore
Muscle Man crede che la sua fidanzata Starla lo stia mettendo alla prova riguardo alla loro relazione amorosa, Starla dice per scherzo che se il loro amore è forte allora potrebbero non vedersi per un po' di tempo, Muscle Man la prende seriamente e si fa aiutare dai suoi amici per non andare da lei ma i due alla fine non resisteranno più e si vorranno di nuovo rincontrare

## Il panino della morte
Mordecai e Rigby ritornano al Death-wan-do per comprare il panino della morte, il quale se non viene mangiato nel modo giusto porta alla morte, Benson però ruba il panino a Mordecai e Rigby e, mangiandolo come un normale panino sente un grande malore che lo avrebbe portato presto alla morte, il negoziante allora li accompagna nel palazzo del grande maestro per far mangiare il panino della vita a Benson prima che sia troppo tardi.

## Cugino Quips
Quips, il cugino di Skips, arriva al parco, ma non è ben apprezzato dal gruppo di lavoratori per via delle sue battute squallide che dice ogni volta. Skips alla fine dell'episodio, fa capire a Quips che deve trattenersi con queste battute.

## Il cavernicolo
Mordecai e Rigby ritrovano congelato un cavernicolo, una volta scongelato, per poterlo tenere con loro lo civilizzano, intanto si scopre che i cavernicoli erano ben più numerosi, uno di loro è la donna amata dal cavernicolo diventato ormi amico di Mordecai e Rigby. Il cavernicolo non riesce però a convincere la sua amata a cambiare stile di vita e allora, mentre gli altri cavernicoli che hanno danneggiato il parco stanno per venire congelati nella cella frigorifera, decide anche lui di congelarsi assieme alla sua amata.

## Un laghetto da conquistare
Il parco è minacciato da un gruppo di oche prepotenti, Mordecai e Rigby non riescono a cacciarle ma arrivano in aiuto il gruppo di papere loro amiche che erano state salvate precedentemente. Dopo un grande scontro le oche vengono eliminate.

## Se mi freghi due volte
Mordecai e Rigby guardano uno show televisivo ambientato in Giappone e vogliono partecipare, ma Belson glielo proibisce e decide di staccare il telefono, Mordecai e Rigby ci riescono lo stesso ma catapultano in Giappone con loro anche Belson, così i tre amici dovranno superare tutti gli ostacoli fino all'ultimo entro un limite di tempo per guadagnare il premio finale e tornare a casa.

## Pranzo nella limousine
Il signor Maelleard incarica Benson di lavare la sua limousine e quest'ultimo lo incarica a Mordecai e Rigby che però ne approfittano per pranzarci dentro e la sporcano così tanto che addirittura devono cambiarla, così decidono con quella limousine di partecipare alla competizione di lotte tra limousine per la nuova limo in palio, uguale identica alla limousine del signor Maelleard. Dopo aver sconfitto tutti gli avversari se la dovranno vedere con il ferocissimo Limosauro, un mostro somigliante molto a un tirannosauro composto da altre limousine. I due amici riescono a sconfiggere anche lui distruggendolo, puntandogli contro anche un gigantesco missile e facendogli esplodere la testa. Alla fine Mordecai e Rigby vincono e portano la nuova limousine al signor Maelleard senza che si accorga di nulla.

## Disavventura in città
Mordecai accompagna Margaret all'aeroporto e dopo imprevisti i due si baciano.

## La canzone di Muscle Man
Muscle Man ha scritto una canzone per Starla per il loro anniversario e vuole darla a Donny G, speaker radiofonico di Radio KILIT, per mandarla alla stazione. Ma le cose non vanno nel previsto. La stazione viene controllata da un robot e Donny è uno schiavo. Cosi tentano di infiltrarsi nella notte vestiti da tecnici e prendono le cose per trasmettere la canzone, ma Rigby fa cadere uno scaffale notandosi del robot che cerca di eliminarli. Una volta raggiunti nello studio, tutto è pronto per mandare in onda la canzone, per Donny invece, il robot perfora il corpo con un vinile, diventando debole. Nonostante la debolezza, riesce a mandare la canzone è il robot si autodistrugge assieme all'intero palazzo della Radio KILIT sulle note della canzone di Muscle Man. Il trio riesce a fuggire dal palazzo e Donny viene catapultato fuori mentre era allo studio. Starla approva la canzone e i due si baciano.

## Diametro zero
Mordecai e Rigby sono appassionati della serie TV poliziesca "Carter e Briggs", in cui due poliziotti divertenti che fanno tante sgommate sulla loro auto. Quando vedono sulla TV una gara di sgommate in cui il premio un'apparizione in una puntata, decidono di usare la golf car come auto per le sgommate grazie alle tecniche di Muscle Man e l'ingegneria di Skips. Benson vorrebbe promuovere il parco allo show mettendogli delle magliette ai protagonisti. Ora è il giorno della gara e i due fanno fuori tutti i concorrenti arrivando alla finale. Prima della finale, incontrano Carter e Briggs ma anche gli altri finalisti, dei sosia dei 2 poliziotti, assieme alla auto originale. Il finale sarà potente che i sosia fanno aprire un portale che cercano di risucchiare i protagonisti, ma riescono a risucchiare i sosia e a chiudere il portale grazie alla tecnica del diametro zero che consiste in una sgommata impossibile senza fare la ciambella. Alla fine Mordecai e Rigby vincono la sfida e partecipano alla nuova puntata. Per i 2 è stato il giorno più bello della vita, per il resto del parco non sono soddisfatti per la loro recitazione.

## Una roulette da salvare
Al parco viene un ispettore di nome Fred Jones, che ispeziona il parco per capire che è tutto a posto. Quando viene a sapere della roulotte di Muscle Man, Fred viene disgustato da come si abita in questa roulotte, così Muscle Man decide di restaurare la roulotte per far colpo su di lui. Quando Fred torna e scopre che è tutto restaurato, decide di distruggerla ancora e Muscle Man lo maltratta. Così, per vendetta, Fred tornera con un gruppo di motociclisti per rapirla. Muscle Man ha un piano per salvarla: chiama Muscle Bro per portare il suo camion per fargli uno scherzo che si vedra alla fine, facendo credere a Fred che la roulotte si trovi nel camion e lo vogliono portarlo al confine. Dopo un inseguimento per impedire di prendere la roulotte, eliminati sia i sicari di Fred che quelli del parco, rimangono Muscle Man, Muscle Bro, Fred ed un suo scagnozzo. Quest'ultimo fa mandare via Muscle Bro al volante così Muscle Man guida il camion. Mentre raggiunge il confine Fred lo fa deviare portando in un burrone. Gli rivela che Fred era un avversario in una gara di Hot Dog. In quella gara Fred non c'e la fa ad finire gli Hot Dog, mentre Muscle Man usa una tecnica segreta: i giapponesi usano l'acqua per ammorbidire gli hot dog vincendo facile. Muscle Man, usando questa tecnica, vince la roulotte, ma per Fred e come imbrogliare. Dopo questa storia, Muscle Man blocca il volante e scappa dal camion, ma Fred non si vuole arrendere. Vuole prendere la roulotte ma si trattava dello scherzo di Muscle Man e Muscle Bro. Sul fondo del carico, c'era scritto "Ti ho fregato, bello!" capendo che la roulotte e ancora nel parco. Fred muore assieme al camion che esplode.

## Zona amicizia
Mordecai e Margaret vanno in un promontorio insieme a Rigby e Eileen per osservare le stelle cadenti; in occasione di quella serata, Rigby convince Mordecai a baciare Margaret ma per colpa dell'insicurezza di Mordecai, lui e Margaret vengono portati dinnanzi ad un'entità che elenca a Mordecai tutti gli sbagli che ha fatto in amore, dopo aver chiarito la situazione, Mordecai e Margaret si baciano.

## Macho-Bomba
Mordecai va ad una festa di famiglia di Margaret, lui vorrebbe a tutti i costi fare buona impressione sul padre di Margaret per guadagnarsi la sua fiducia; il sig. Smith tuttavia, respinge e umilia Mordecai in tutte le occasioni fino ad accettare una sfida in cui si dovrà fare il tuffo in piscina più spettacolare. Verso la fine della sfida, il padre di Margaret sale insieme a Mordecai sul suo aereo da cui avrebbero dovuto lanciarsi per fare il tuffo dal posto più alto possibile, Il sig. Smith fa aumentare la quota per cercare di far paura e di far ritirare dalla sfida Mordecai; alla fine si scopre che il padre di Margaret è stato maleducato solo perché aveva paura che Mordecai gli avrebbe "portato via" sua figlia. Il padre di Margaret cade dall'elicottero per errore e Mordecai si lancia per salvarlo rischiando la vita, entrambi centrano la piscina ma rimangono gravemente feriti, finiscono in ospedale con le mani ingessate ancora unite, infatti si erano stretti le mani in segno di rispetto prima di cadere in piscina.

## La guerra dei formati
Mordecai, Rigby, Muscle Man e Batti Cinque, mentre puliscono il garage, trovano un LaserDisc del film "2102: L'attacco temporale" in versione estesa. Loro vogliono vedere il film ma non hanno un lettore LaserDisc. Così si recano da un bibliotecario per averne uno, ma non c'e. Loro non credono, così vanno nella sala di tutti i lettori video, ma non c'è quello LaserDisc. Il gruppo mostra il film che hanno trovato e il bibliotecario racconta una storia che si rivela una profezia. Da tempo c'era stata la guerra dei formati in cui c'è un gruppo che si fanno chiamare "I fanatici del VHS" che distruggono ogni lettore LaserDisc nel mondo. Il bibliotecario e l'unico ad avere l'ultimo lettore e i 4 protagonisti sono "I signori del disco". Così li porta in un tempio dove ci sono 4 titani dei lettori video, che, una volta risvegliati, apparirà l'ultimo lettore LaserDisc e i 4 titani proteggono i protagonisti che hanno il lettore. Ora vanno verso casa ma i fanatici del VHS bloccano l'uscita della biblioteca assieme ad un titano VHS. Così reinizia la guerra. I 4 titani attaccano i fanatici ma il titano 8 Tracce viene ucciso e il bibliotecario viene ferito. Cosi i 4 protagonisti mettono il disco sul petto e recitare la frase "Sempre l'alta fedeltà" per molte volte. Così si diventa il Dio del disco e elimina i fanatici del VHS ed il titano. Ora tutti vanno a casa a guardare il film in serena liberta.

## L'ultimo hot dog
Starla dice a Muscle Man che è ora che si metta a dieta, Muscle Man accetta ma vuole prima però mangiare tutti i suoi cibi preferiti facendosi aiutare da Mordecai e Rigby. Muscle Man mangia di tutto, finché non arriva ad iscriversi ad una competizione di mangiatori di hot dog, compare quindi Morte che gli aveva predetto che sarebbe morto in una gara di questo tipo (s.3 ep.28) Muscle Man sfida Morte e arriva anche Starla per soccorrere Muscle Man. Muscle Man vince la competizione facendo squalificare Morte, infatti si bacia con Starla e il loro amore lo fa vomitare.

## Il picchiatore sonnambulo
Muscle Man inizia sonnambulo a picchiare i suoi amici nel cuore della notte e questo infastidisce molto gli altri giardinieri perché ormai non riescono più a prendere sonno, più avanti si scoprirà che Muscle Man mentre è sonnambulo sogna che i suoi amici siano delle creature affettuose che coccolano chiunque gli capiti a tiro e sono creature che Muscle Man non sopporta, allora i giardinieri decidono di tirarle fuori dai sogni del loro amico per combatterle e salvarlo.

## Dichiarazioni e vendette
Mordecai ha trascorso dei bei momenti con Margaret e decide di chiedere di fidanzarsi con lei all'appuntamento di quella sera ad un ristorante. Il gruppo di lavoratori deve però indagare su un presunto criminale che ha venduto loro i dollari usati come valuta al ristorante contraffatti. Il criminale si scopre poi essere il capo della banda di robot creduta essere stata eliminata in precedenza (s.3 ep.38). Mentre la banda di criminali viene eliminata definitivamente Margaret dice che non può fidanzarsi con Mordecai perché è stata accettata nell'università dei suoi sogni e deve trasferirsi.